# 72 aC
L'any 72 aC va ser un any del calendari romà prejulià. En aquell temps, era conegut com a any del consolat de Lèntul i Gel·li (o, més rarament, any 682 ab urbe condita o de la fundació de la ciutat). L'ús del nom «72 aC» per referir-se a aquest any es remunta a l'alta edat mitjana, quan el sistema Anno Domini va ser el mètode de numeració dels anys més comú a Europa.

## Esdeveniments

### Regne del Pont
- En el curs de la Tercera Guerra Mitridàtica Luci Licini Lucul·le assetja sense èxit Amisos, abandona la zona i es dirigeix cap a l'interior. Es situa en posició oposada a Cabira. Com que Mitridates VI Eupàtor, rei del Pont, té millor cavalleria, Lucul·le evita la batalla a la plana i busca una guerra estratègica on les dues parts es tallen l'una a l'altra els subministraments. Els romans destrueixen un destacament reial i Mitridates decideix abandonar el seu camp cap a una altra posició. Però això s'interpreta com una derrota i una fugida i el seu exèrcit en pànic es dispersa. Lucul·le elimina a nombrosos grups de soldats que s'havien separat.[2][3]

### República Romana
- Gneu Corneli Lèntul Clodià i Luci Gel·li Publícola són elegits cònsols.[4]
- Els cònsols van presentar diverses lleis : la Lex Gellia Cornelia que donava la ciutadania romana als que havien lluitat per la llibertat i havien rebut la concessió de Gneu Pompeu.[5] Una altra per la qual les persones que eren de viatge a províncies no podien ser jutjats en absència per crims capitals, una llei que volia protegir a Esteni de Termes a Sicília, contra les maquinacions de Verres.[6] I una altra que demanava als que havien rebut terres públiques de Sul·la que paguessin una quantitat fixada.[7]
- Els cònsols lluiten a la Tercera Guerra Servil contra els esclaus revoltats d'Espàrtac. Derroten el lloctinent d'Espàrtac, de nom Crix a la batalla del mont Gargà prop del mont Gargano a la Pulla (Crix hi va morir). Els dos cònsols ataquen tot seguit Espàrtac, que fuig cap a la Gàl·lia pels Alps. Finalment, Espàrtac els ataca per separat i els derrota a la regió dels Apenins. Els cònsols reuneixen les seves forces, però són derrotats altre cop al Picè.[8]

### Hispània
- A la guerra de Sertori, Apià explica que Quint Sertori, que només dominava ja la Lusitània, es torna desconfiat i abusa del vi i de les dones.[9] Marc Perpenna Ventó, lloctinent de Sertori, planeja el seu assassinat. Envia a Sertori una carta on li anuncia una gran victòria i el cap rebel decideix celebrar-ho amb un banquet. Convida a Perpenna junt amb altres conspiradors i a un senyal convingut, Mani Antoni fereix Sertori amb l'espasa i la resta de conspiradors el rematen.[10][11]
- Perpenna assumeix el comandament de l'exèrcit, però la guerra s'acaba ràpidament. Gneu Pompeu el derrota i el fa presoner. Pompeu el condemna a mort, i per salvar-se Perpenna li ofereix la correspondència de Sertori, que comprometia diversos notables italians. Però Pompeu les refusa i les crema sense llegir-les. Perpenna és executat junt amb altres presoners.[12]

## Necrològiques
- Quint Sertori, assassinat per Marc Perpenna Ventó.[10]
- Marc Perpenna Ventó, executat per Pompeu.[12]